# TSG Entertainment
TSG Entertainment Finance LLC, ook bekend als TSG Entertainment, is een Amerikaans filmproductiebedrijf opgericht door Chip Seelig in 2012. 

## Geschiedenis
In 2013 besloot Dune Entertainment, dat sinds 2006 een cofinancieringscontract had met 20th Century Fox, om deze deal niet te verlengen, waardoor Fox op zoek moest naar een nieuwe partner voor een langdurige samenwerking in het financieren van de toekomstige filmprojecten van de studio. Chip Seelig, die TSG Entertainment Finance LLC oprichtte in 2012, wist het contract met Fox binnen te halen. Het bedrijf wordt voor het grootste deel gefinancierd door Magnetar Capital, met aanvullende fondsen door o.a. Seelig en de Chinese Bona Film Group. 

## Filmografie (selectie)
| Jaar | Titel                                       |      |               |
| ---- | ------------------------------------------- | ---- | ------------- |
| Jaar | Titel                                       | 2013 | The Wolverine |
| 2013 | A Good Day to Die Hard                      |      |               |
| 2013 | Percy Jackson: Sea of Monsters              |      |               |
| 2013 | The Internship                              |      |               |
| 2013 | The Heat                                    |      |               |
| 2014 | Dawn of the Planet of the Apes              |      |               |
| 2014 | The Maze Runner                             |      |               |
| 2014 | X-Men: Days of Future Past                  |      |               |
| 2014 | Night at the Museum: Secret of the Tomb     |      |               |
| 2014 | Birdman                                     |      |               |
| 2014 | The Grand Budapest Hotel                    |      |               |
| 2014 | Exodus: Gods and Kings                      |      |               |
| 2015 | Far from the Madding Crowd                  |      |               |
| 2015 | Alvin and the Chipmunks: The Road Chip      |      |               |
| 2015 | Bridge of Spies                             |      |               |
| 2015 | Fantastic Four                              |      |               |
| 2015 | Spy                                         |      |               |
| 2015 | Kingsman: The Secret Service                |      |               |
| 2016 | Deadpool                                    |      |               |
| 2016 | X-Men: Apocalypse                           |      |               |
| 2016 | Independence Day: Resurgence                |      |               |
| 2016 | Miss Peregrine's Home for Peculiar Children |      |               |
| 2017 | Logan                                       |      |               |
| 2017 | War for the Planet of the Apes              |      |               |
| 2017 | The Greatest Showman                        |      |               |
| 2018 | Red Sparrow                                 |      |               |
| 2018 | Maze Runner: The Death Cure                 |      |               |